# تیهومیر کوستادینوف
تیهومیر کوستادینوف (مقدونی: Тихомир Костадинов؛ زادهٔ ۴ مارس ۱۹۹۶) بازیکن فوتبال اهل مقدونیه شمالی است.
وی همچنین در تیم‌های ملی فوتبال زیر ۲۱ سال مقدونیه شمالی و مقدونیه شمالی بازی کرده‌است.